# Tomàs Vila Mayol
Tomàs Vila Mayol (Palma, 1893 - 27 de maig de 1963) fou un escultor mallorquí de formació clàssica i estil costumista, reconegut pel seu treball en escultura monumental i religiosa. Es formà a les escoles d'Arts i Oficis de Palma i continuà els estudis a Barcelona, sota la tutela del mestre Enric Clarasó. També fou alumne de l'escultor mallorquí Llorenç Ferrer Martí.

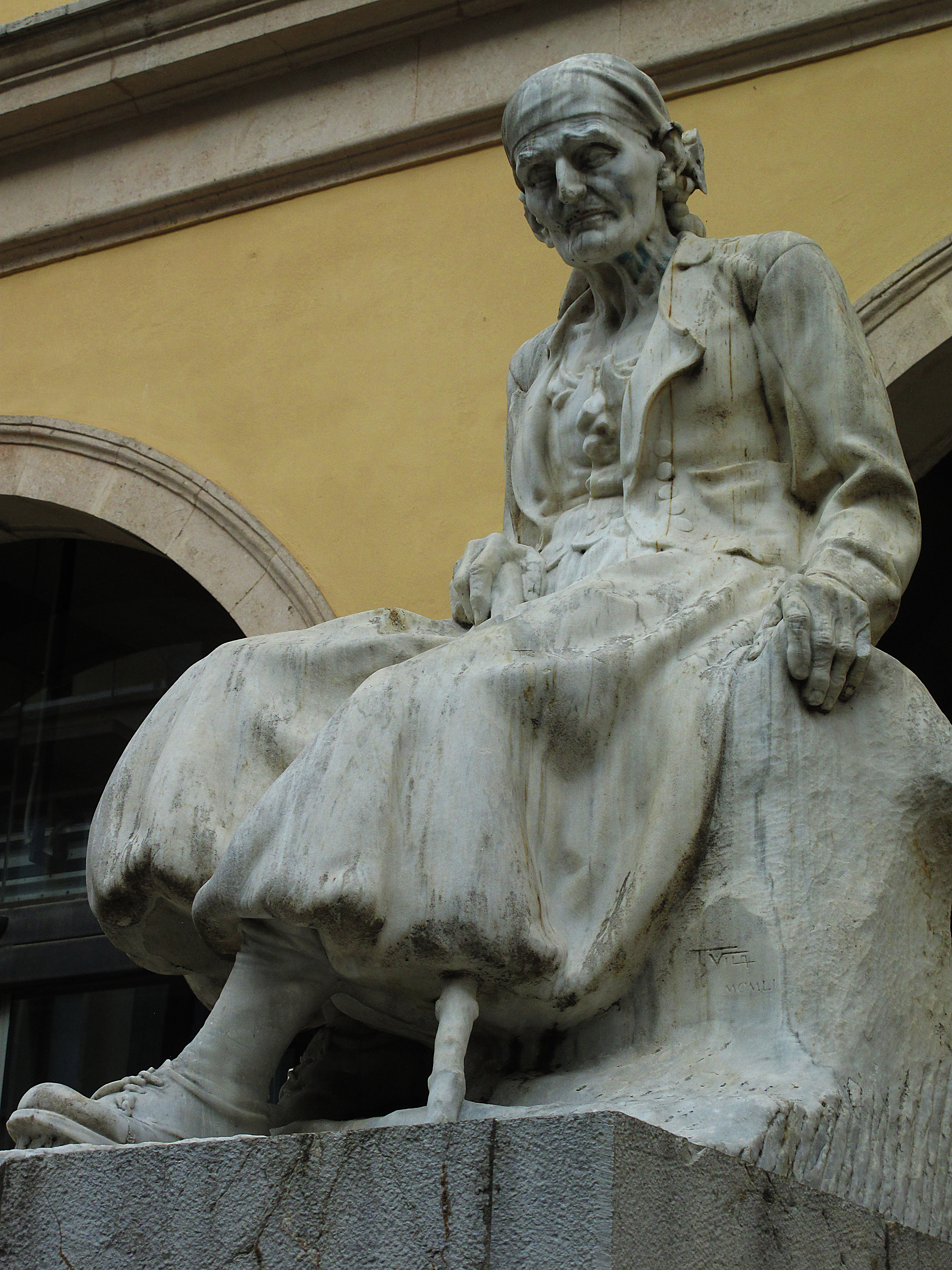
El darrer vestit a l'ampla, al Mercat de l'Olivar

Al llarg de la seva carrera, Vila Mayol va crear nombroses escultures, relleus i làpides que es troben en espais públics i edificis de Palma, com la Plaça de l'Olivar, la Plaça de la Reina i la Plaça de la Verge de la Salut. A més, col·laborà amb Antoni Gaudí en la restauració de la Catedral de Mallorca, on realitzà el púlpit de l'Epístola i el retaule de la capella de Sant Bernat. També participà en la creació de les portes del palau del Consell de Mallorca. Tomàs Vila tenia el seu taller al carrer de Santa Clara, on treballava amb dos ajudants de Santanyí, i residia al carrer dels Apuntadors.

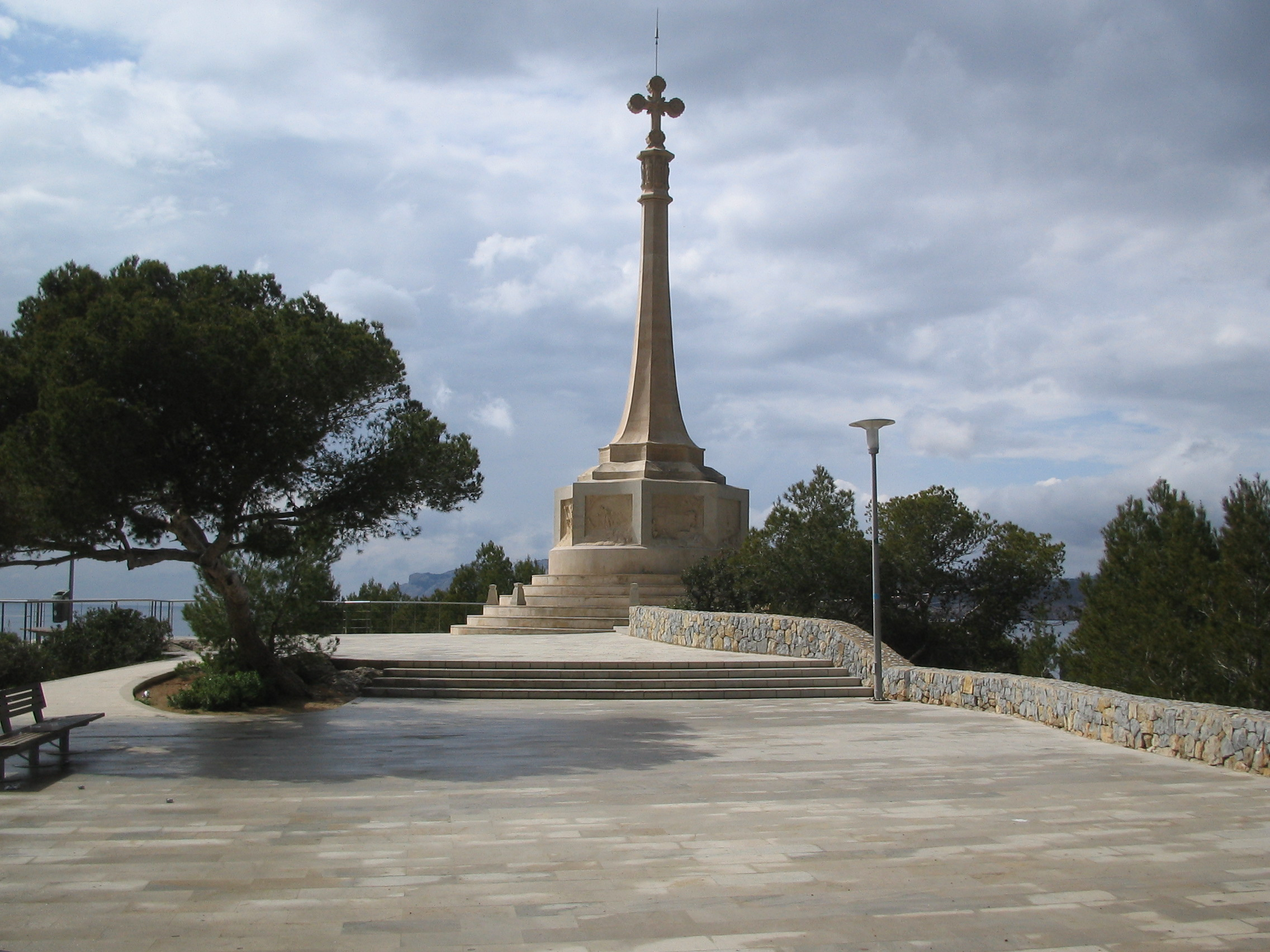
Creu del Desembarcament de Jaume I, a Santa Ponça

Entre les seves obres més emblemàtiques es troba la Creu del Desembarcament de Jaume I, situada a Sa Caleta de Santa Ponça, inaugurada al setembre de 1929 per commemorar el VII Centenari de la conquesta de Mallorca. Aquest monument destaca per la seva decoració en relleus, que narra la conquesta de l'illa per Jaume I. Una altra obra rellevant és el monument al Crist Rei del Puig de Sant Salvador a Felanitx, inaugurat el 1934.
Fou secretari i membre de l'Acadèmia de Belles Arts de Sant Sebastià. Formava part d'un cercle d'intel·lectuals mallorquins d'ideologia falangista, entre els quals es trobava el seu amic Antoni Torrandell. Després de la Guerra Civil, Vila Mayol es dedicà especialment a la producció d'art religiós, distribuint les seves obres per tota l’illa.